# Explorer 26

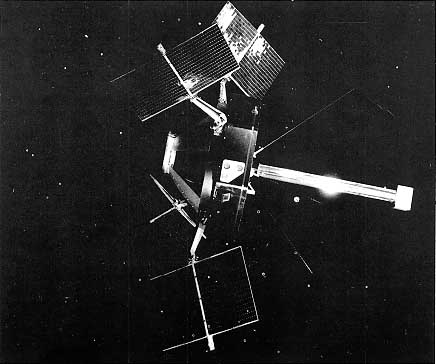
Explorer 26.

O Explorer 26, também denominado de EPE-D, foi um satélite artificial estadunidense lançado em 21 de dezembro de 1964 por meio de um foguete Delta C a partir do Cabo Canaveral.

## Características
O Explorer 26 foi o quarto e último membro do modelo de satélites EPE (Energetic Particles Explorer). Ele estava destinado a fazer observações dos raios cósmicos, do vento solar e do campo magnético terrestre e interplanetário.
O satélite usava um telémetro 16 canais com multiplexação por divisão de tempo com uma velocidade de amostra de 0,324 s. Oito dos canais eram usados para processar informações de forma digital, e os outros oito para fazê-lo analogicamente. O Explorer 26 era estabilizado por rotação, usando um sensor solar para medir a velocidade de rotação e a fase. O satélite funcionou sem problemas sérios (apenas alguns problemas produzidos por baixas voltagens) até 26 de maio de 1967 em que o telémetro falhou. A velocidade de rotação inicial após o lançamento era de 33 rpm, que baixou a 2 rpm, em 9 de setembro de 1965. O eixo de rotação apontava para uma ascensão reta de 272,8 graus e um declínio de 21,5 graus.

## Instrumentos
O Explorer 26 levava os seguintes instrumentos a bordo:
- Detectores de estado sólido para elétrons e prótons.
- Detector direcional e onidirecional de prótons e elétrons energéticos.
- Magnetômetros de porta de fluxo.
- Detector de centeleo de prótons-elétrons.
- Experimento de dano a células solares.